# Coligny
Coligny es una comuna francesa situada en el departamento de Ain, de la región de Auvernia-Ródano-Alpes. Pertenece a la comunidad de aglomeración del Bassin de Bourg-en-Bresse.

## Demografía
| 1 202 | 1 131 | 1 083 | 1 111 | 1 077 | 1 132 | 1 117 | 1 091 | 1 140 | 1 164 | 1 178 |
| Para los censos de 1962 a 1999 la población legal corresponde a la población sin duplicidades (Fuente: INSEE [Consultar]) |       |       |       |       |       |       |       |       |       |       |

## Personas vinculadas
- Joseph Darnand -colaboracionista y miembro de las SS- nació allí el 19 de marzo de 1897